# Ambadra
Ambadra is een geslacht van vlinders van de familie tandvlinders (Notodontidae).

## Soorten
- A. rafflesi Moore, 1859
- A. rufescens Gaede, 1930